# Conophyma montanum
Conophyma montanum är en insektsart som beskrevs av Chernyakhovskij 1985. Conophyma montanum ingår i släktet Conophyma och familjen Dericorythidae. Inga underarter finns listade i Catalogue of Life.